# Hermann Josef Werhahn
Hermann Josef Werhahn (* 7. April 1923 in Neuss; † 20. Juli 2016 ebenda) war ein deutscher Kaufmann und Unternehmer.

## Leben
Hermann Josef Werhahn war der jüngste Sohn von Wilhelm Werhahn, dem Gründer des Mischkonzerns Wilh. Werhahn KG, und seiner Frau Magdalena, geborene Cremer. Am 2. Mai 1950 heiratete Hermann Josef Werhahn in der Basilika des Klosters Maria Laach die jüngste Tochter des damaligen Bundeskanzlers Konrad Adenauer, Libet Werhahn-Adenauer (1928–2019). Aus der Ehe gingen fünf Kinder hervor.
Nach dem Abitur am Neusser Quirinus-Gymnasium 1941 wurde Werhahn zum Reichsarbeitsdienst verpflichtet, kurz darauf zur Wehrmacht. Aus sowjetischer Kriegsgefangenschaft konnte er 1947 nach Neuss heimkehren. Nach einer Banklehre im Privatbankhaus Wilh. Werhahn in der Neusser Königsstraße war er im Familienunternehmen Wilh. Werhahn KG tätig. Er war von 1966 bis 1990 persönlich haftender und vertretungsberechtigter Gesellschafter der Wilh. Werhahn KG.
Werhahn hatte zahlreiche Vorstands- und Aufsichtsratsmandate inne, darunter bei RWE, der Hoesch AG, dem Bauunternehmen Strabag, der Rheinland Versicherung sowie mehreren Brauereien (Wicküler-Brauerei, Gesenberg-Brauerei, Brauerei Bodden) und Bergwerken (Basalt-Actien-Gesellschaft), Banken (Privatbankhaus Wilh. Werhahn, Commerzbank) und Maschinenfabriken.
Zusammen mit Co-Autor Wolfgang Heintzeler veröffentlichte Werhahn 1983 das Buch „Energie und Gewissen“, eine Rechtfertigung seines persönlichen Engagements für den von Rudolf Schulten konstruierten Kugelhaufenreaktor. Er war seit 1963 Mitglied im Industriebeirat der Kernforschungsanlage Jülich.
Werhahn war Vizepräsident der Industrie- und Handelskammer (IHK) Mittlerer Niederrhein, Mitglied in der Mittelstands- und Wirtschaftsvereinigung (MIT) der CDU, deren Ehrenmitglied er in Neuss war, und Mitglied des Bundes Katholischer Unternehmer (BKU). 1987 wurde er mit dem Bundesverdienstkreuz Erster Klasse des Verdienstordens der Bundesrepublik Deutschland ausgezeichnet.